# Sentous
Sentous é uma comuna francesa na região administrativa de Occitânia, no departamento dos Altos Pirenéus. Estende-se por uma área de 7,3 km². Em 2010 a comuna tinha 69 habitantes (densidade: 9,5 hab./km²).